# August Conradi
August Conradi, född 27 juni 1821, död 26 maj 1873, var en tysk tonsättare.
Conradi blev 1843 organist i Berlin, och var därefter teaterkapellmästare i Stettin, Düsseldorf, Köln och Berlin. Han är främst känd för sina potpurrier och arrangemang.